# Ice Guy & Cool Girl
Ice Guy & Cool Girl (氷属性男子とクールな同僚女子?, Kōri zokusei danshi to kūru na dōryō joshi, lett. "Il ragazzo glaciale e la sua fantastica collega") è un manga scritto e disegnato da Miyuki Tonogaya. Ha iniziato la serializzazione sul sito web Gangan Pixiv di Square Enix il 12 luglio 2019. Al 20 giugno 2025, i singoli capitoli della serie sono stati raccolti in undici volumi. In Italia la serie viene pubblicata da Edizioni BD sotto l'etichetta J-Pop dal 14 febbraio 2023. Un adattamento anime della serie, prodotto da Zero-G e da Liber, è stato trasmesso dal 4 gennaio al 21 marzo 2023.

## Trama
I protagonisti sono Fuyutsuki-san, una normale umana, e Himuro-kun, un discendente dello spirito di una donna delle nevi, che lavorano entrambi nello stesso ufficio. Quando Himuro-kun è sopraffatto dalle emozioni, produce una gran quantità di ghiaccio e neve, che investono coloro che gli stanno intorno. La dolcezza di Fuyutsuki-san lo porterà a sviluppare dei forti sentimenti nei suoi confronti.

## Personaggi
Fuyutsuki-san (冬月さん?)
Doppiata da: Yui Ishikawa
È una ragazza umana che lavora nell'ufficio in cui è ambientata l'opera. È gentile, introversa e premurosa, ha un gatto ed è innamorata di Himuro-kun.
Himuro-kun (氷室くん?)
Doppiato da: Chiaki Kobayashi
È un ragazzo discendente dello spirito di una donna delle nevi: a causa di ciò produce ghiaccio e neve se viene sopraffatto dalle emozioni e si scioglie fino a diventare un bambino se fa troppo caldo. Come Fuyutsuki, di cui è innamorato, anche lui è gentile e introverso.
Komori-san (狐森さん?)
Doppiata da: Yumi Uchiyama
È una ragazza discendente dello spirito di una kitsune; a causa di ciò, quando è emozionata le appaiono orecchie e coda da volpe. Collega dei protagonisti, è estroversa, vivace e amichevole.
Saejima-kun (冴島くん?)
Doppiato da: Kōki Uchiyama
È un ragazzo umano collega dei protagonisti. È innamorato di Komori-san, ma non riesce a dichiararsi per via della sua timidezza.
Otonashi-san (音無さん?)
Doppiata da: Ayane Sakura
È una ragazza umana collega dei protagonisti. È diligente e dedita al lavoro.
Katori-kun (火鳥くん?)
Doppiato da: Shūgo Nakamura
È un ragazzo discendente dallo spirito di una fenice: a causa di ciò produce fuochi d'artificio e fuocherelli quando è emozionato. In passato era un artista, ma, in seguito all'incontro con Otonashi-san, di cui è innamorato, decide di andare a lavorare nell'azienda dove è ambientata l'opera. È estroverso, scherzoso e amichevole.
Yukimin (ゆきみん?)
Doppiata da: Hiyori Nitta
È la sorella minore di Himuro-kun e, come quest'ultimo, discende dallo spirito di una donna delle nevi. Yukimin è estroversa, a differenza del fratello, anche se pare abbia un rapporto conflittuale con lui. Pubblica video sui social e le piace stare in compagnia di Fuyutsuki-san.

## Media

### Manga
Scritta e disegnata da Miyuki Tonogaya, la serie ha iniziato la sua pubblicazione sull'account Twitter di Tonogaya il 3 agosto 2018. Ha successivamente iniziato la serializzazione sul sito web Gangan Pixiv di Square Enix il 12 luglio 2019. A partire da giugno 2025, i singoli capitoli della serie sono stati raccolti in undici volumi tankōbon. Un volume riepilogativo, contenente i primi sette volumi, è stato pubblicato, sempre da Square Enix, il 21 dicembre 2022.
La serie viene pubblicata in Italia da Edizioni BD sotto l'etichetta J-Pop dal 14 febbraio 2023, mentre in inglese è edita da Comikey, che l'ha annunciata a novembre 2021. La traduzione dei testi è curata da Christine Minutoli.

#### Volumi
| Nº | Data di prima pubblicazione | Data di prima pubblicazione | Data di prima pubblicazione | Data di prima pubblicazione |
| Nº | Giapponese                  | Giapponese                  | Italiano                    | Italiano                    |
| -- | --------------------------- | --------------------------- | --------------------------- | --------------------------- |
| 1  | 22 luglio 2019              | ISBN 978-4-7575-6166-3      | 15 febbraio 2023            | ISBN 978-88-349-1889-0      |
| 2  | 21 marzo 2020               | ISBN 978-4-7575-6542-5      | 15 marzo 2023               | ISBN 978-88-349-1958-3      |
| 3  | 22 ottobre 2020             | ISBN 978-4-7575-6867-9      | 12 aprile 2023              | ISBN 978-88-349-1959-0      |
| 4  | 22 aprile 2021              | ISBN 978-4-7575-7206-5      | 14 giugno 2023              | ISBN 978-88-349-2094-7      |
| 5  | 22 novembre 2021            | ISBN 978-4-7575-7581-3      | 2 agosto 2023               | ISBN 978-88-349-2181-4      |
| 6  | 22 giugno 2022              | ISBN 978-4-7575-7979-8      | 11 ottobre 2023             | ISBN 978-88-349-1266-9      |
| 7  | 21 dicembre 2022            | ISBN 978-4-7575-8317-7      | 13 dicembre 2023            | ISBN 978-88-349-2382-5      |
| 8  | 22 giugno 2023              | ISBN 978-4-7575-8619-2      | 13 marzo 2024               | ISBN 978-88-349-2420-4      |
| 9  | 22 gennaio 2024             | ISBN 978-4-7575-9018-2      | 18 settembre 2024           | ISBN 978-88-349-2535-5      |
| 10 | 21 agosto 2024              | ISBN 978-4-7575-9372-5      | 12 marzo 2025               | ISBN 978-88-349-3289-6      |
| 11 | 20 giugno 2025              | ISBN 978-4-7575-9909-3      | settembre 2025              | ISBN 978-88-349-3648-1      |

### Anime
Un adattamento anime, prodotto da Zero-G e Liber, è stato annunciato il 21 giugno 2022. È diretto da Mankyū, con le sceneggiature scritte da Tomoko Konparu, il character design curato da Miyako Kanō e la colonna sonora composta da Ruka Kawada. La serie è stata trasmessa dal 4 gennaio al 21 marzo 2023 su Tokyo MX e altre reti. La sigla di apertura è Frozen Midnight di Takao Sakuma, mentre la sigla di chiusura è Rinaria (リナリア?) di Nowlu. All'Anime NYC 2022, Crunchyroll ha annunciato di aver concesso in licenza la serie in tutto il resto del mondo, col titolo internazionale di The Ice Guy and His Cool Female Colleague.

#### Episodi
| Nº | Titolo italiano Giapponese 「Kanji」 - Rōmaji | In onda          | In onda |
| Nº | Titolo italiano Giapponese 「Kanji」 - Rōmaji | Giapponese       |         |
| 1  | L'incontro all'ombra dei ciliegi in fiore e la bufera in arrivo 「桜の出会いと吹雪の予感」 - Sakura no seai to fubuki no yokan | 4 gennaio 2023   |         |
| 1  | Fuyutsuki, una donna umana nota per la sua personalità fredda, ottiene il suo primo lavoro in un ufficio. Durante il suo tragitto incontra Himuro, un giovane i cui piedi sono congelati nel ghiaccio. Il ragazzo discende infatti da una donna delle nevi e possiede quindi la capacità di crearlo, ma la sua paura di iniziare un nuovo lavoro gli ha accidentalmente congelato i piedi e quindi Fuyutsuki condivide il tè con lui finché il ghiaccio non si scioglie. Una volta arrivati in ufficio i due scoprono che per coincidenza entrambi sono stati assunti dalla stessa compagnia. Fanno quindi conoscenza con Saejima, un essere umano, e Komori, una discendente dello spirito volpe. Successivamente Fuyutsuki scopre che Himuro ama i fiori e i gatti e che purtroppo non può avvicinarsi a loro perché i suoi poteri, rispettivamente, li congelano o li spaventano. La ragazza pensa quindi di regalargli una confezione di paglia, che può proteggere le piante dal gelo, e una collezione di baffi del suo gatto per rimediare a questa situazione. Il ragazzo, dopo averli ricevuti, si innamora quindi di lei, scatenando accidentalmente una tempesta di neve nell'ufficio, anche se Fuyutsuki sembra ignara di questo suo sentimento. L'azienda annuncia poi che ha organizzato un viaggio a Okinawa, con l'intento di accogliere i nuovi dipendenti, ma per qualche ragione Himuro è riluttante ad andarci. |                  |         |
| 2  | Il Mare di Okinawa e i sentimenti che ti fanno sciogliere 「沖縄の海ととろける気持ち」 - Okinawa no umi to torokeru kimochi | 11 gennaio 2023  |         |
| 3  | La prima cena e la foto segreta 「初めてごはんとナイショの写真」 - Hajimete gohan to naisho no shashin | 18 gennaio 2023  |         |
| 4  | L'appuntamento nel giorno libero e il gioco condiviso 「休日デートとふたりのゲーム」 - Kyūjitsu dēto to futari no gēmu | 25 gennaio 2023  |         |
| 5  | La ragazza volpe e il ragazzo fenice 「妖狐女子と不死鳥男子」 - Yōko joshi to fushichō danshi | 1 febbraio 2023  |         |
| 6  | Persi nel parco divertimenti 「ロスト・イン・遊園地」 - Rosuto in yuenchi | 8 febbraio 2023  |         |
| 7  | Che emozione! La gara di costumi di Halloween 「ドキッと！ハロウィンコスプレ大会」 - Dokitto! Harōwin kosupure taikai | 15 febbraio 2023 |         |
| 8  | Arriva la sorellina! Natale sugli sci 「妹登場！スキー場のクリスマス」 - Imōto tōjō! sukī-jō no Kurisumasu | 22 febbraio 2023 |         |
| 9  | Persi di nuovo durante la prima visita al tempio 「ロスト・アゲイン・イン・初詣」 - Rosuto agein in hatsumōde | 1 marzo 2023     |         |
| 10 | Pigiama party durante la tempesta!! 「嵐のお泊り会！！」 - Arashi no otomari kai!! | 7 marzo 2023     |         |
| 11 | Prendimi e toccami 「キャッチミー&タッチミー」 - Kyatchi mī & tatchi mī | 14 marzo 2023    |         |
| 12 | La notte passata insieme e l'arrivo della primavera al mattino 「ふたりきりの夜と春が来た朝」 - Futarikiri no yoru to haru ga kita asa | 21 marzo 2023    |         |

## Accoglienza
Durante il Next Manga Award del 2019, la serie si è classificata al 12º posto nella categoria web manga.